# Теребихин, Николай Михайлович
Никола́й Миха́йлович Тереби́хин (род. 2 июля 1950, Великий Устюг) — советский и российский этнограф, культуролог, религиовед. Доктор философских наук, профессор Поморского государственного университета имени М. В. Ломоносова, член-корреспондент РАЕН. Директор Центра сравнительного религиоведения и этносемиотики (г. Архангельск), 

## Биография
Родился 2 июля 1950 года в городе Великий Устюг, Вологодской области.
В 1973 году окончил Архангельский государственный педагогический институт им. М. В. Ломоносова.
В 1981 году окончил аспирантуру кафедры этнографии и антропологии Ленинградского Государственного университета.
В 1975—1985 годах — сотрудник Сыктывкарского государственного университета
В 1997—2000 годах — заведующий кафедрой культурологи и религиоведения Поморского государственного университета имени М. В. Ломоносова.
Член редакционной коллегии журнала «Вопросы истории и культуры северных стран и территорий»